# Provinz Ifrane

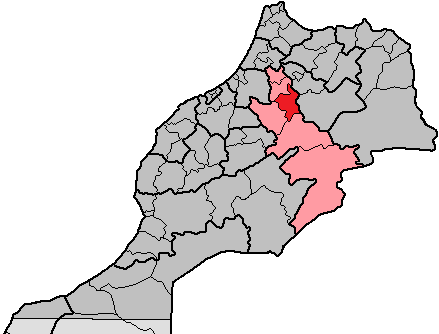
Provinz Ifrane in der Region Meknès-Tafilalet

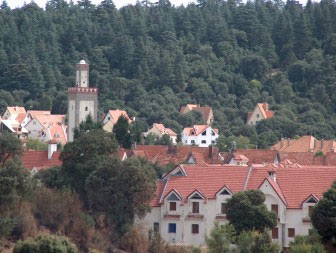
Ortsbild von Ifrane

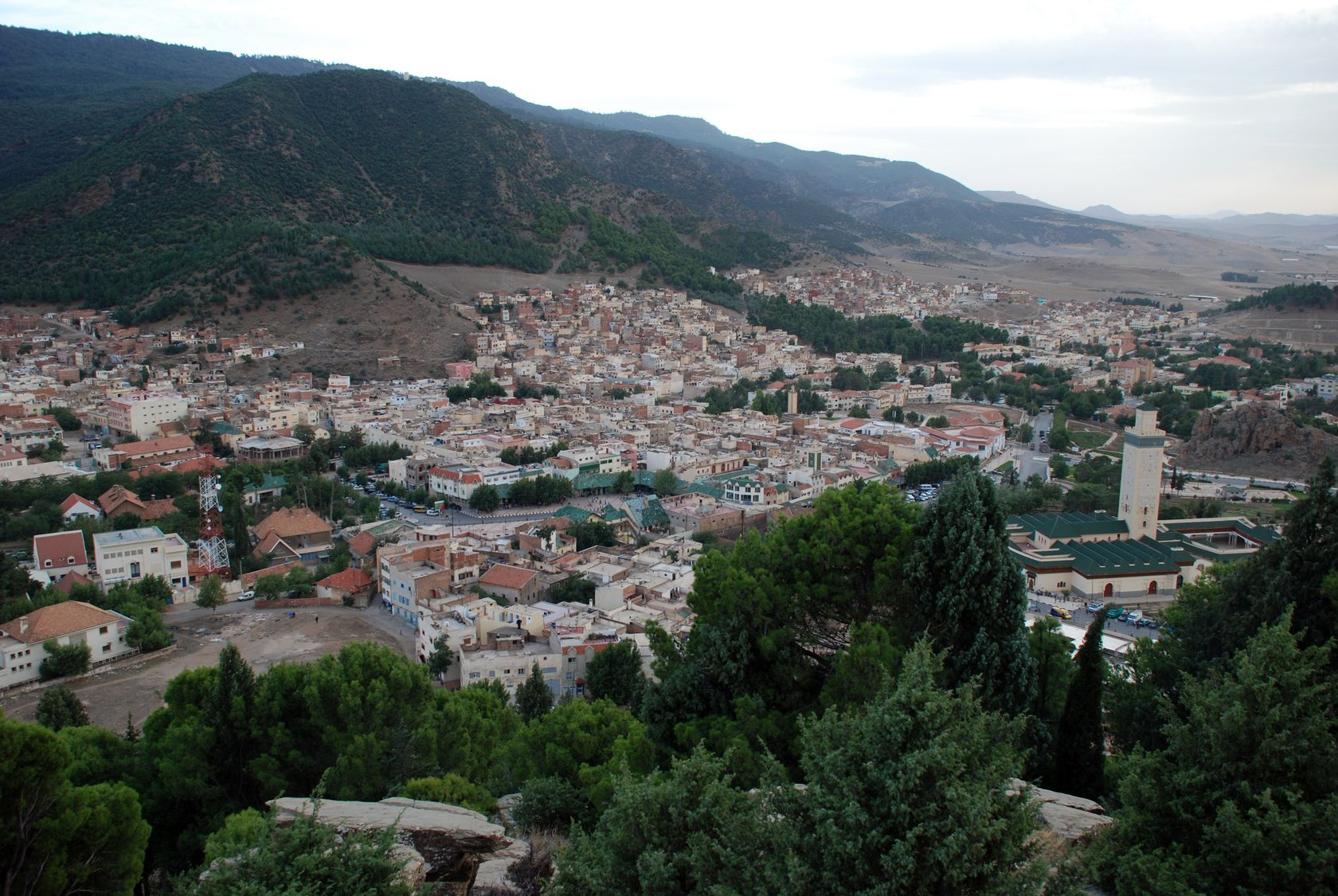
Blick über Azrou mit neuer Moschee

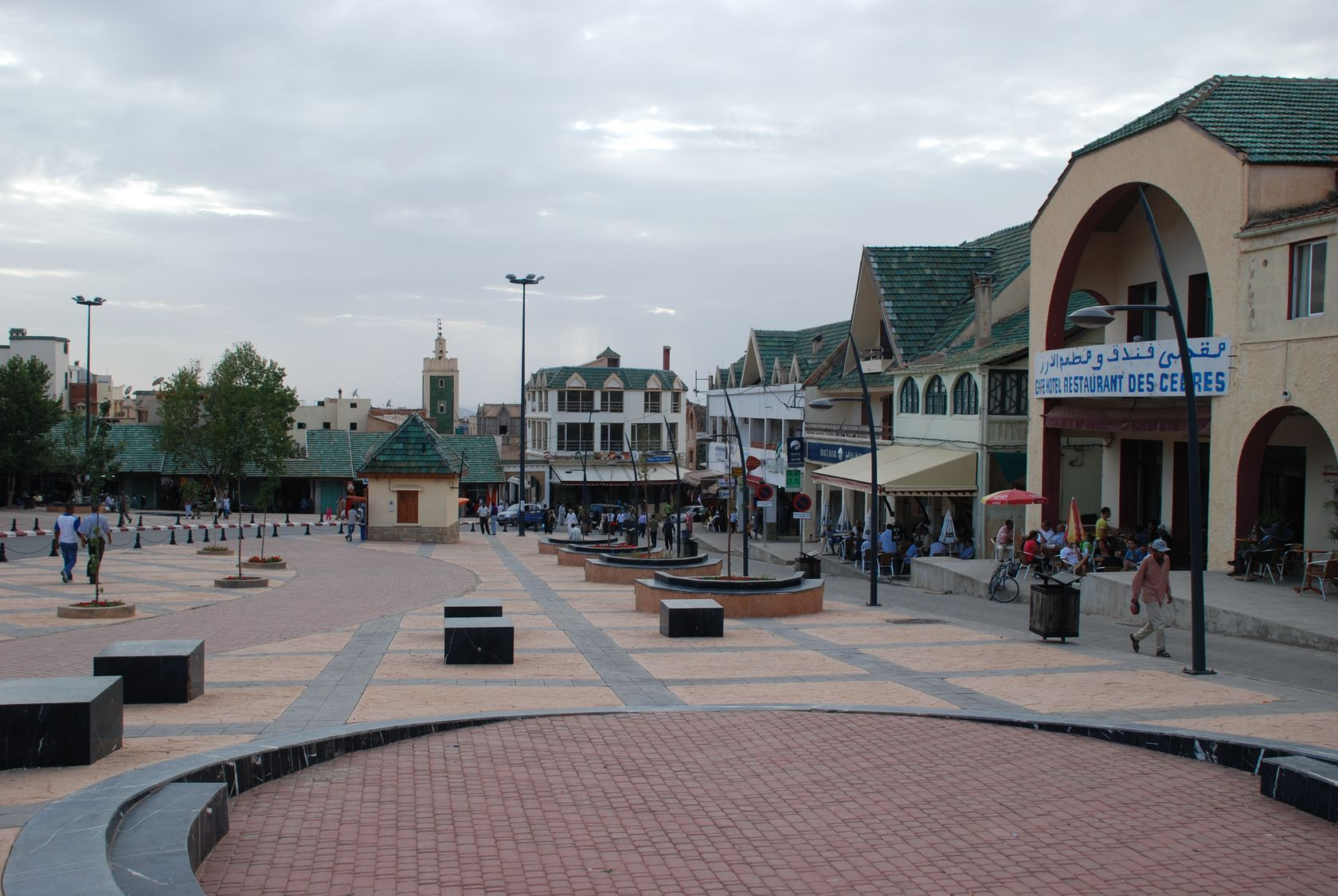
Ortszentrum von Azrou

Die etwa 2500 km² große und ca. 150.000 Einwohner zählende marokkanische Provinz Ifrane (arabisch إقليم إفران, DMG Iqlīm Ifrān; marokkanisches Tamazight ⵜⴰⵙⴳⴰ ⵏ ⵉⴼⵔⴰⵏ) ist seit 2015 Teil der Region Fès-Meknès (davor Meknès-Tafilalet). Die Provinzhauptstadt ist die Stadt Ifrane.

## Geographie

### Lage
Die Provinz Ifrane liegt am Nordabhang des Mittleren Atlas zur marokkanischen Ebene (meseta) mit den Städten Fès und Meknès. Sie grenzt im Süden an die Provinz Midelt, im Westen an die Provinz Khénifra, im Norden an die Provinz El Hajeb, im Nordosten an die Provinz Sefrou und im Südosten an die Provinz Boulemane.

### Landschaft
Das Landschaftsprofil ist bergig und waldreich; die durchschnittliche Höhe liegt bei etwa 1500 m (Ifrane 1650 m, Azrou 1250 m, Timahdite 1800 m, Jbel Mischliffen 1800 bis 2100 m). Einige Berggipfel erreichen Höhen von annähernd 2500 m.

### Klima
Die Provinz Ifrane ist neben der südlich anschließenden Provinz Midelt eine der höchstgelegenen Provinzen Marokkos, was sich sowohl in den Niederschlägen als auch in den Temperaturen auswirkt. Die sommerlichen Tagestemperaturen erreichen nur selten 35 °C; nachts fällt das Thermometer je nach Bewölkung auf etwa 10 bis 15 °C. In den Wintermonaten fällt mehr Regen (manchmal auch als Schnee) als in den übrigen Regionen Marokkos und die Tagestemperaturen fallen auf Werte zwischen 10 und 15 °C; im Winter sind auch Nachtfröste möglich.

## Bevölkerung
Die Provinz wird zum überwiegenden Teil von Berbern verschiedener Stammesgruppen bewohnt. Der Anteil der Araber und Ausländer liegt bei unter 10 %; meist sind es Ärzte, Anwälte, Ingenieure und hohe Verwaltungsbeamte, die hier ein Sommerhaus besitzen. Neben den verschiedenen Berberdialekten wird auch Marokkanisch-Arabisch gesprochen. Mittlerweile lebt etwa die Hälfte der Bevölkerung in Klein- und Mittelstädten; die andere Hälfte lebt weiterhin in den verschiedenen Landgemeinden (communes rurales).

## Wirtschaft
Neben der traditionellen Landwirtschaft, die jahrhundertelang der Selbstversorgung der Bevölkerung diente, spielen heutzutage auch der Dienstleistungssektor sowie der Sommer- und Wintertourismus (Wandern, Skifahren) eine nicht unwichtige Rolle im Wirtschaftsleben der Provinz.

## Geschichte
Die nur etwa 50 bis 60 km südlich von Fès oder Meknès gelegene Gegend wurde – nach jahrhundertelanger Abgeschiedenheit – erst in der ersten Hälfte des 20. Jahrhunderts von den Franzosen entdeckt, die dem heißen Sommerklima der zentralmarokkanischen Ebene entfliehen wollten. Seit den 1990er Jahren ist das Gebiet auch für wohlhabendere Marokkaner immer interessanter geworden.

## Sehenswürdigkeiten
Die Architektur vieler Häuser erinnert mit ihren in Marokko ansonsten unbekannten Satteldächern an Europa und man hat die gesamte Gegend bereits des Öfteren als „marokkanische Schweiz“ bezeichnet. Ansonsten bietet die Provinz Ifrane außer einer Vielzahl von Landschaftseindrücken für Europäer keine kulturell interessanten Sehenswürdigkeiten. Lediglich die in den 1990er Jahren errichtete neue Moschee von Azrou gilt als verkleinerte Kopie der Moschee Hassan II. in Casablanca; sie ist jedoch nur für Muslime zugänglich.